# Yumi Kajihara
Yumi Kajihara (jap. 梶原 悠未 Kajihara Yumi; ur. 10 kwietnia 1997 w Saitamie) – japońska kolarka torowa, wicemistrzyni olimpijska i złota medalistka mistrzostw świata.

## Kariera
Pierwsze sukcesy w karierze osiągnęła w 2014 roku, kiedy zdobyła srebrny medal w wyścigu punktowym na torowych mistrzostwach świata juniorów, a na kolarskich mistrzostwach Azji zdobyła w kategorii juniorów srebrne medale w szosowym wyścigu ze startu wspólnego i indywidualnej jeździe na czas. Na rozgrywanych rok później torowych mistrzostwach świata juniorów była druga w wyścigu punktowym i trzecia w drużynowym wyścigu na dochodzenie, a podczas kolarskich mistrzostw Azji była najlepsza w wyścigu punktowym oraz szosowym wyścigu ze startu wspólnego i indywidualnej jeździe na czas. Pierwszy medal wśród seniorek zdobyła w 2016 roku, zwyciężając w scratchu na kolarskich mistrzostwach Azji w Nowym Delhi. Na igrzyskach azjatyckich w Dżakarcie i Palembangu w 2018 roku zdobyła złoto w omnium i brąz w drużynowym wyścigu na dochodzenie. Podczas mistrzostw świata w Berlinie w 2020 roku zdobyła złoty medal w omnium, wyprzedzając Włoszkę Letizię Paternoster i Polkę Darię Pikulik. Ponadto na igrzyskach olimpijskich w Tokio zdobyła srebrny medal w omnium, rozdzielając Jennifer Valente z USA i Holenderkę Kirsten Wild. Na tej samej imprezie wystąpiła też w madisonie ale nie ukończyła rywalizacji.